# Ren & Stimpy: Stimpy’s Invention
Ren & Stimpy: Stimpy’s Invention — видеоигра в жанре платформер, разработанная компанией BlueSky Software и изданная Sega Enterprises для игровой платформы Sega Mega Drive.

## Сюжет игры
Кот Стимпи изобрёл устройство, перерабатывающее бытовые отходы в пищевые продукты. Демонстрируя изобретение своему приятелю Рену, он включил его на полную мощность, в результате чего машина взорвалась, а детали от неё разлетелись по округе. Теперь Рену и Стимпи нужно найти потерявшиеся детали, восстановить машину и отключить её.

## Геймплей

Кадр из третьего уровня

Игра представляет собой платформер с горизонтальным сайд-скроллингом и двухмерной графикой. Графически она повторяет стиль мультсериала.
Герои игры — пёс Рен и кот Стимпи, персонажи мультсериала «The Ren & Stimpy Show».
Уровни в игре — локации разных размеров, на которых присутствует множество врагов и ловушек. Персонажи преодолевают большинство препятствий, используя собственные способности и «помогая» друг другу (справиться с врагом, взобраться на возвышенность, перепрыгнуть через большой обрыв или разрушить преграду). Здоровье персонажей можно восстановить, собирая полезные предметы. Если один из персонажей попадает в пропасть или по каким-либо причинам отстаёт от другого, его «спасает» супергерой по имени Powdered Toast Man — ещё один персонаж мультсериала.
Список уровней:
- Neighborhood — улица и дом. Сначала Рен и Стимпи передвигаются по улице, затем — по кухне в доме и оказываются в холодильнике.
- The Zoo — зоопарк. Разделяется на собственно зоопарк (два подуровня) и вольер с обезьянами.
- The City — город. Также делится на две части: сначала герои перемещаются по улицам и зданиям, затем на велосипеде-тандеме уезжают от «босса» — ловца собак.
- The Pound — собачий питомник. Следует остерегеться собак, пропастей, а в конце уровня — шаров на цепях. Далее нужно продержаться в течение определённого времени на ринге с «боссом» — реслером.
- The Outdoors — уровень, напоминающий лес.

Заключительный уровень — изобретение Стимпи. Здесь нужно добраться до нескольких выключателей и отключить машину.
Враги в игре довольно разнообразны и индивидуальны для каждого уровня (например, газонокосилки на первом уровне или отбойные молотки на третьем). Они имеют небольшой запас здоровья (уничтожаются спецприёмом), но многочисленны.
Полезные предметы, встречающиеся на уровнях, пополняют здоровье героев и влияют на количество очков.

## Оценки
Оценки игры критиками были в основном положительными. Журнал GamePro оценил игру в 4,5 баллов из 5, другой журнал — EGM — в 7,5 баллов из 10. Среди достоинств игры были названы геймплей, графическое оформление, плавная анимация персонажей и врагов, а также внутриигровой юмор. Ren & Stimpy: Stympy’s Invention получила более высокие оценки игроков, чем аналогичные игры на Super NES и Sega Game Gear.
При этом, однако, были и негативные отзывы. Информационный сайт The Video Game Critic поставил игре оценку F. Рецензенты отметили неудобное управление, некачественные звуковые эффекты и дизайн уровней.